# اینای-لو-شتو
اینای-لو-شتو (به فرانسوی: Ainay-le-Château) یک کمون در فرانسه است که در Canton of Cérilly واقع شده‌است.

## خصوصیات
اینای-لو-شتو ۲۴٫۰۷ کیلومترمربع مساحت و ۱٬۰۵۰ نفر جمعیت دارد و ۲۰۸ متر بالاتر از سطح دریا واقع شده‌است.